# Ігор Астарлоа
Ігор Астарлоа Аскасібар (баск. Igor Astarloa Askasibar, нар. 29 березня 1976, Ермуа, Іспанія) - іспанський професійний шосейний велогонщик. Чемпіон світу у групових перегонах 2003 року. Учасник літніх Олімпійських ігор 2004 року.

## Біографія
Народився 29 березня 1976 у місті Ермуа в Країні Басків. Займатися велоспортом почав за настановою двоюрідного брата. В аматорських змаганнях брав участь із 1997 року. 

### Кар'єра
Професійну кар'єру велогонщика почав у 2000 році в італійській команді Mercatone Uno-Albacom. У 2002 році перейшов в італійську Saeco. Виступаючи за цю команду він виборав золото на чемпіонаті світу з шосейних велогонок 2003 року у канадському Гамільтоні та переміг на гранд-турі Флеш Валонь. У 2004 році, у статусі чемпіона світу, взяв участь у літніх Олімпійських іграх в Афінах, проте впав вже на першому колі і вибув зі змагань. Цього ж року він записався у французьку команду Cofidis, і майже відразу був усунений від гонок через звинувачення у вживанні допінгу проти кількох членів команди. У відповідь на це Астарлоа перейшов спочатку в Lampre, а у 2005 році перейшов в італійську команду Barloworld. Виступаючи за цю команду, у 2006 році виграв одноденну гонку Мілан — Турин. 
У 2007-2008 роках виступав за німецьку Team Milram. У травні 2008 року команда розірвала контракт, після повідомлень про підозру у підробці допінг-аналізів Астарлоа. У 2009 році він перейшов у сан-маринський Amica Chips–Knauf, проте через нове розслідування щодо допінг-скандалу, він не зміг продовжити змагання. У січні 2010 року Ігор Астарлоа оголосив про завершення професійної кар'єри.
1 грудня 2010 року Міжнародний союз велосипедистів оголосив про рішення Дисциплінарної комісії Федерації велоспорту Іспанії. Згідно з ним, за вживання допінгу, Ігора Астарлоа дискваліфіковано на два роки та накладено штраф на суму €35000.

## Перемоги
| 2002 - Тур Бриксії — 2-ий етап і генеральна класифікація 2003 - Чемпіонат світу у групових перегонах - Флеш Валонь 2004 - Тур Бриксії — 2-ий етап | 2005 - Вуельта Бургоса — 2-ий етап 2006 - Мілан — Турин - Тіррено — Адріатико — 4-ий етап |

## Статистика виступів на гранд-турах
| Гранд-тур       | 2001 | 2002 | 2003 | 2004 | 2005 | 2006 | 2007 | 2008 |
| --------------- | ---- | ---- | ---- | ---- | ---- | ---- | ---- | ---- |
| Джиро д'Італія  | -    | 53   | -    | 56   | -    | -    | -    | сход |
| Вуельта Іспанії | сход | 63   | сход | сход | -    | -    | -    | -    |